# Ivo Vejvoda
Ivo Vejvoda (13. listopadu 1911, Karlovac, Rakousko-Uhersko – 1. prosince 1991, Bělehrad, SFRJ) byl jugoslávský komunistický politik, účastník Španělské občanské války a partyzán.

## Biografie
Vejvoda pocházel z chorvatského Karlovace. České příjmení měl původem po otci. Jeho matka byla Chorvatka.
Ivo Vejvoda studoval architekturu v Praze, kde se setkal se Mustafou Golubićem, spolupracovníkem Kominterny. Po návratu do vlasti Vejvoda vstoupil do Komunistické strany Jugoslávie, která pracovala v meziválečném období v ilegalitě. Za členství v nezákonné organizaci byl několikrát zatčen i souzen. V letech 1937–1939 bojoval ve Španělské občanské válce na straně Interbrigád. Po pádu Barcelony se postupně vracel přes Francii domů do Jugoslávie.
Během druhé světové války působil v partyzánských oddílech jako politický komisař. Po skončení konfliktu se stal ředitelem tiskové agentury Tanjug, a později působil na několika velvyslanectvích v zahraničí (1952–1955 v Brazílii, 1955–1956 v Československu, 1956–1960 ve Velké Británii, 1962–1967 v Itálii a nakonec ve Francii v letech 1967–1971).
Jeho první manželka Věra Vejvodová, se kterou se seznámil v Praze, byla původem z Československa a rovněž se účastnila bojů ve Španělské občanské válce. Mezi Vejvodovy záliby patřilo umění a literatura; jeho blízkým přítelem byl známý chorvatský spisovatel a encyklopedista Miroslav Krleža, nebo srbský spisovatel a později prezident země, Dobrica Ćosić.